# Cataegis finkli
Cataegis finkli is een slakkensoort uit de familie van de Cataegidae. De wetenschappelijke naam van de soort is voor het eerst geldig gepubliceerd in 1987 door Petuch.